# 浜名湖競艇場
浜名湖競艇場（はまなこきょうていじょう）は、静岡県湖西市にある競艇場である。

## 概要
当施設は東日本で最初に開設された競艇場である。当初は浜名郡舞阪町（現・浜松市中央区舞阪町）弁天島に作られたが、1968年（昭和43年）に浜名湖南岸の現在地に移転している。

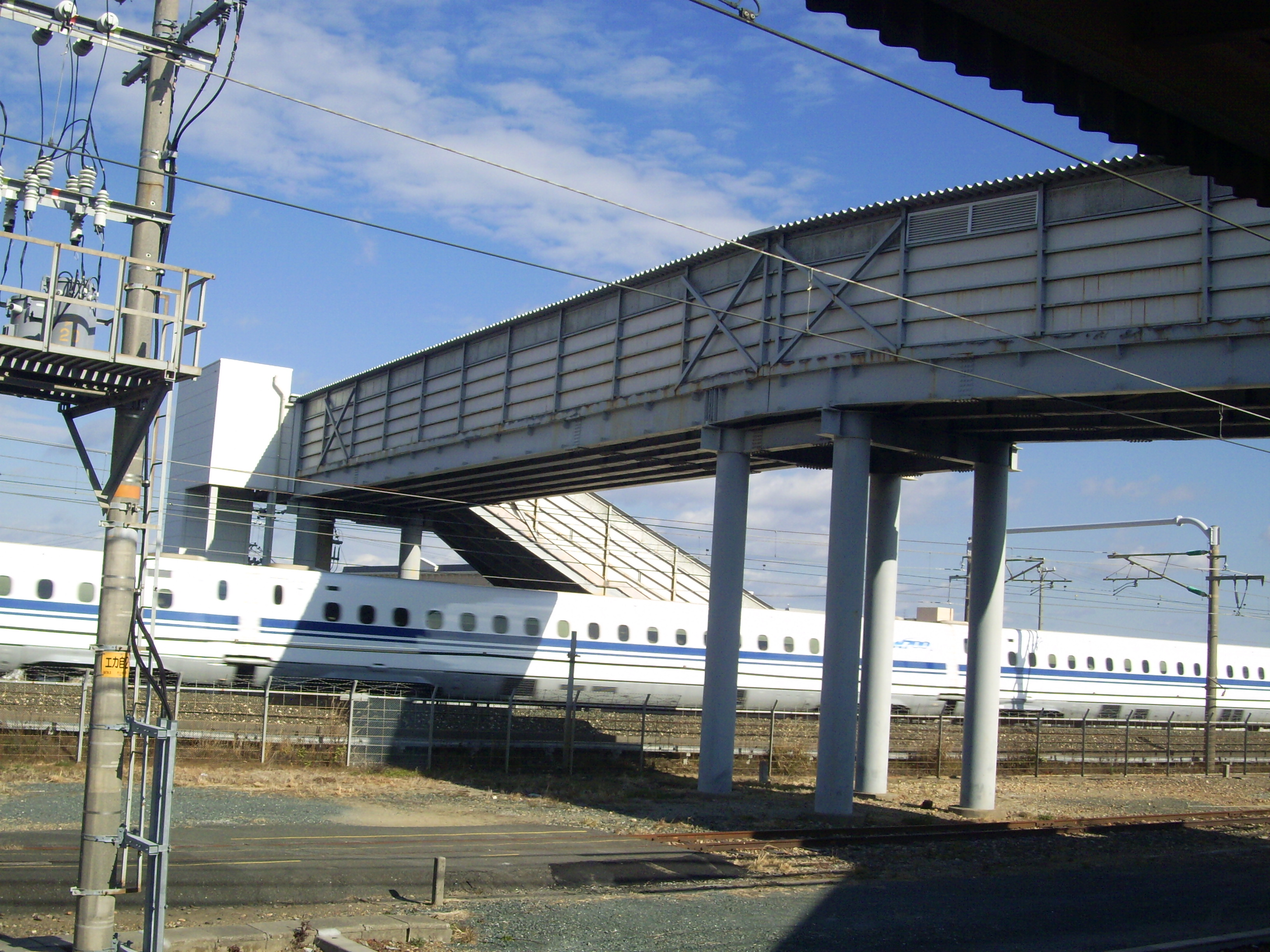
新居町駅臨時改札口から競艇場へは新幹線を跨ぐ連絡橋で向かう。

施行者は浜名湖競艇企業団。通称はBOAT RACE浜名湖（ボートレースはまなこ）、2009年までは浜名湖ボート。新居町駅の競艇場専用改札口から至近の場所にあり、駅のホームから競艇場の大型掲示板を確認することができるほか、東海道新幹線の車窓からも競艇場を見渡すことができる。晴れた日には場内から富士山を眺めることができる。
マスコットはスワッキー、クロッキー、ローリーである（それにちなんでスワッキーアタック、クロッキーアタック、ローリーアタックが行なわれている）。
競艇に対する啓蒙活動は24場の中でもかなり熱心であり、職員によるモーターボートの説明および競技の説明が頻繁に行われたり、お笑い芸人などのゲストを呼んでライブやトークショーがあったあと、ゲストを交えての初心者向け講座が行われたりもしている。
実況はメディアターナーの工藤浩伸と山口新之輔が担当していたが、工藤は2010年（平成22年）のG1浜名湖賞を、山口は2020年（令和2年）3月31日の開催を最後に引退。また、展示航走やレースの解説は静岡支部の元選手である柴田稔・牧野俊英がそれぞれ担当していたが、2018年4月3日の開催をもって放送終了となった。ピットリポートと整備情報は静岡支部の元支部長である庄司泰久が主に務め、場内およびJLC、インターネットライブで放送されている。SGや全国GIなど地上波の同時中継時には実況は2体制となり、テレビ放送では同じメディアターナーの椛島健一が児島競艇場から応援に入ることがある。
2020年4月1日の開催からは、メディアターナーではなく、アップライトに所属の藤本悠暉が担当、不定期で同社社長の小林習之やフリーアナウンサーの梶西達ら他のアナウンサー、加えて2023年12月からは同年7月頃迄多摩川競艇場でメイン実況担当していた阿部宣祐や2024年9月からは同年4月から津競艇場他で実況担当に合流している佐藤一貴が実況担当する事があり、2022年4月以降は特に小林や他のアナウンサーが実況担当する事も少なくない。藤本は浜名湖競艇以外では、津競艇場や鳴門競艇場等での実況や展示進行を担当している。2020年以降、藤本・小林・梶西・阿部以外では津競艇場でメイン実況担当の佐竹亮、鳴門競艇場でメイン実況担当の桃井雄也、三国競艇場でメイン実況担当の高橋敬亮、びわこ競艇場でメイン実況担当の鈴木透、江戸川競艇場でメイン実況担当の平山信一がそれぞれ代理で実況担当した。
2025年4月1日からは戸田競艇場や徳山競艇場の実況を担当している白石裕太がメイン実況を担当、不定期で二宮淳一も実況担当している。
長らく標準型モーターが採用されていたが、2009年（平成21年）4月10日初日の開催より減音型モーターに変更された。
場内締切5分前を知らせる音楽はふじの山、3分前はベル音が採用されている（2014年1月以降）。
2010年3月22日までは浜名湖競艇企業団と新居町の2施行者による開催だったが、企業団を構成した新居町が同年3月23日付で湖西市と合併したため、新居町に代わり湖西市が企業団に加入した。
テレビCMは、在静局のみならず、同じ東海地方と言う事で愛知県や中京広域圏でも放映されている。
2019年10月から11月と、2023年10月から11月には工事の為、本場開催が休止となる。

## コース概要

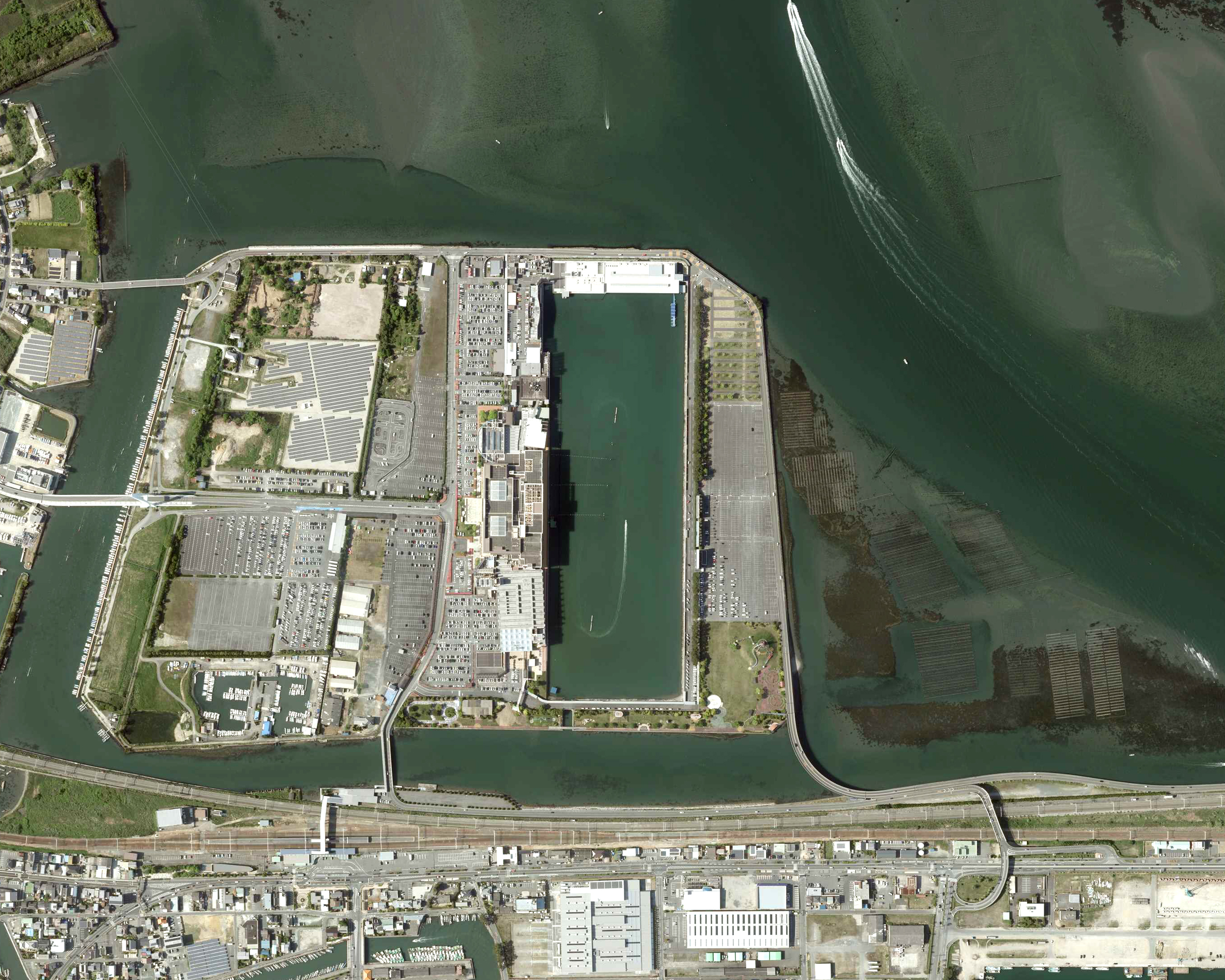
浜名湖競艇場周辺の空中写真。2015年5月2日撮影。。

浜名湖を利用したプールの競走水面で、水質は汽水（淡水と海水が混じった水面）もしくは海水。
競走水面の面積は日本の競艇場の中で最も広く、うねりの少ない静水面で走りやすい競艇場として選手間では人気があり、アンケートで苦手な水面を選手に聞かれた場合、浜名湖が出ることはほとんどない。一方で、大雨の時や晴れていても強風になると一転して水面が荒れて難水面となり、即ち静水面であると同時に難水面の競艇場であり、広大で走りやすい反面選手の技術やモーターの機力、立地上風の影響を受けやすい為に風速や風向きが重要視されている競艇場でもある。
2021年現在のインコースの勝率は50％台前半程度、春から夏は向かい風が多くセンターやアウトコースからの差しや捲り、秋から冬は追い風が多くイン有利となる傾向があるが、広大な水面且つうねりの少ない水面にもかかわらず頻繁に追い風・向かい風の風向きが変わるのと、周囲に遮蔽物が無い影響で地元で「遠州の空っ風」と呼ばれている季節風の影響を受けやすい立地からか、前述の通り静水面と難水面の両方の特徴を併せ持つ競艇場であり、全国平均と比するとインの勝率はやや低くなっており、それ故コース不問の多彩な決まり手が出やすい水面と言えるだろう。
風やモーターの機力の影響を大きく受ける競艇場故にスタートが難しいと評価する選手も多く、フライングやレース中止・順延となる事も他の競艇場と比べて多めでもあり、2021年3月2日のG1レースで全艇フライング、2022年8月28日のSGレース優勝戦で2艇フライング、2024年3月15日には1日で4レースのフライングで6人のフライング返還のアクシデントが発生している他、2024年2月26日と27日には2日連続でレース中止・順延となり、同年2月26日は10レース以降がレース中止・順延、翌27日も3レース以降がレース中止・順延になった。

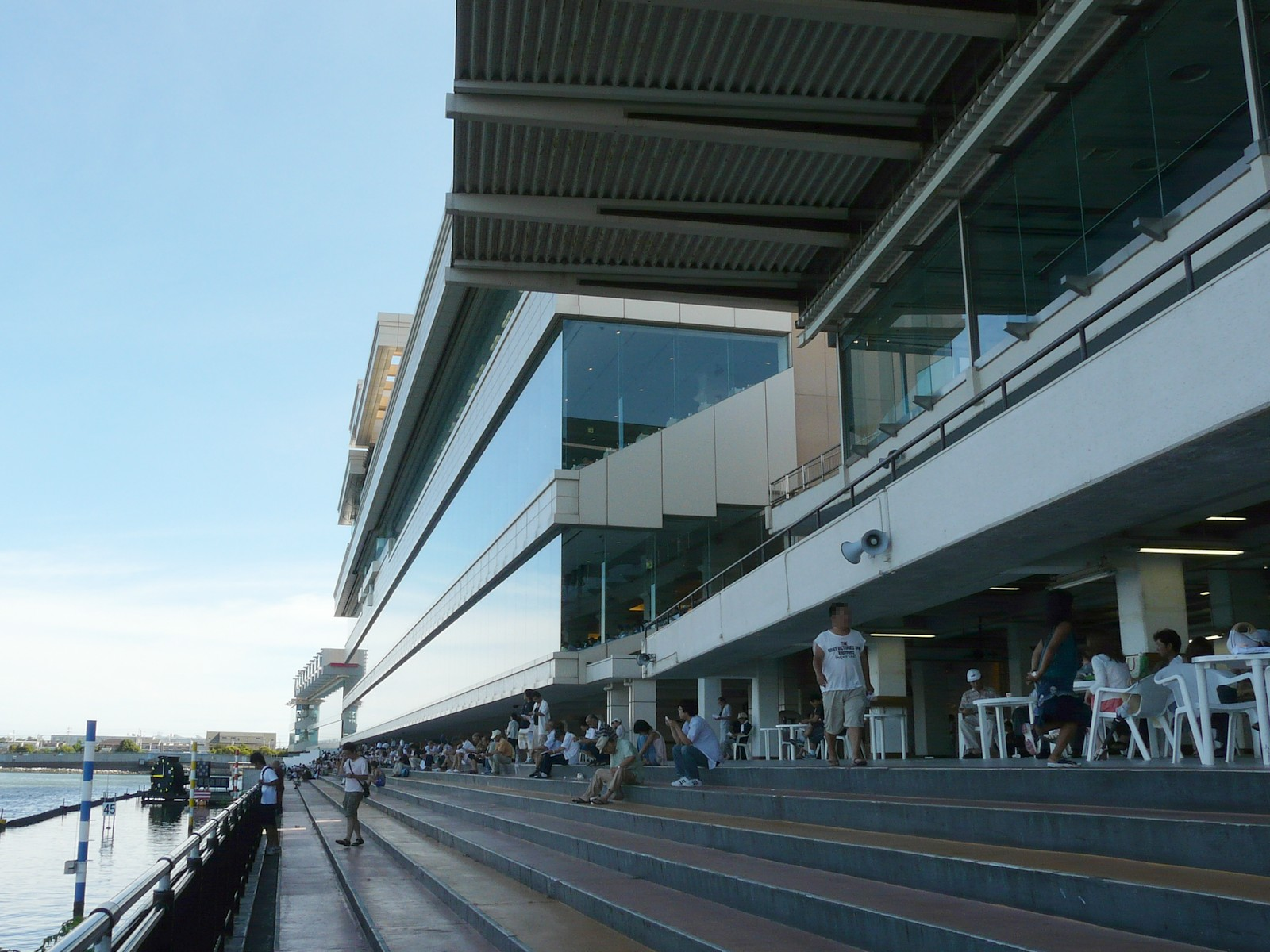
観客席
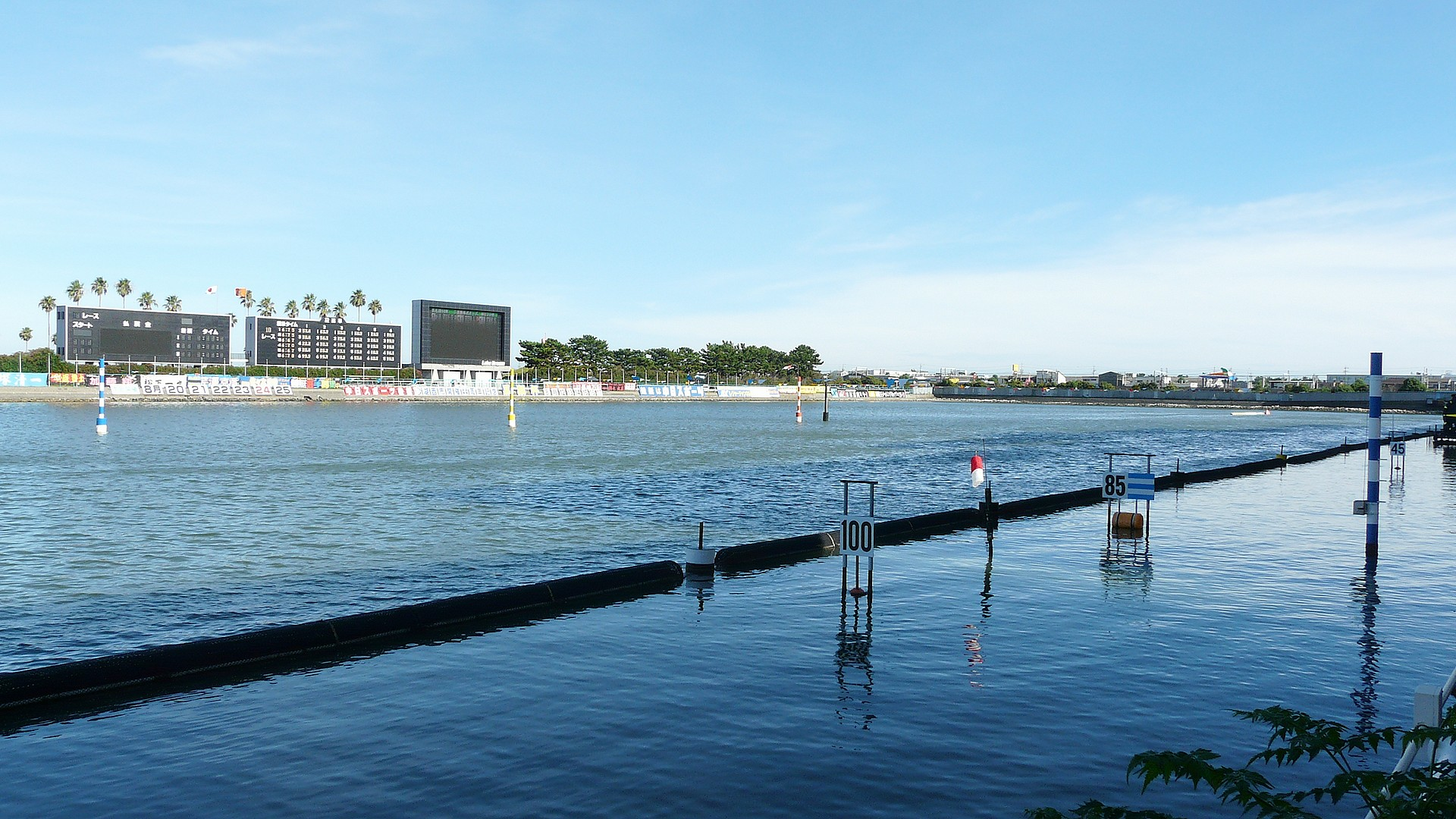
水面
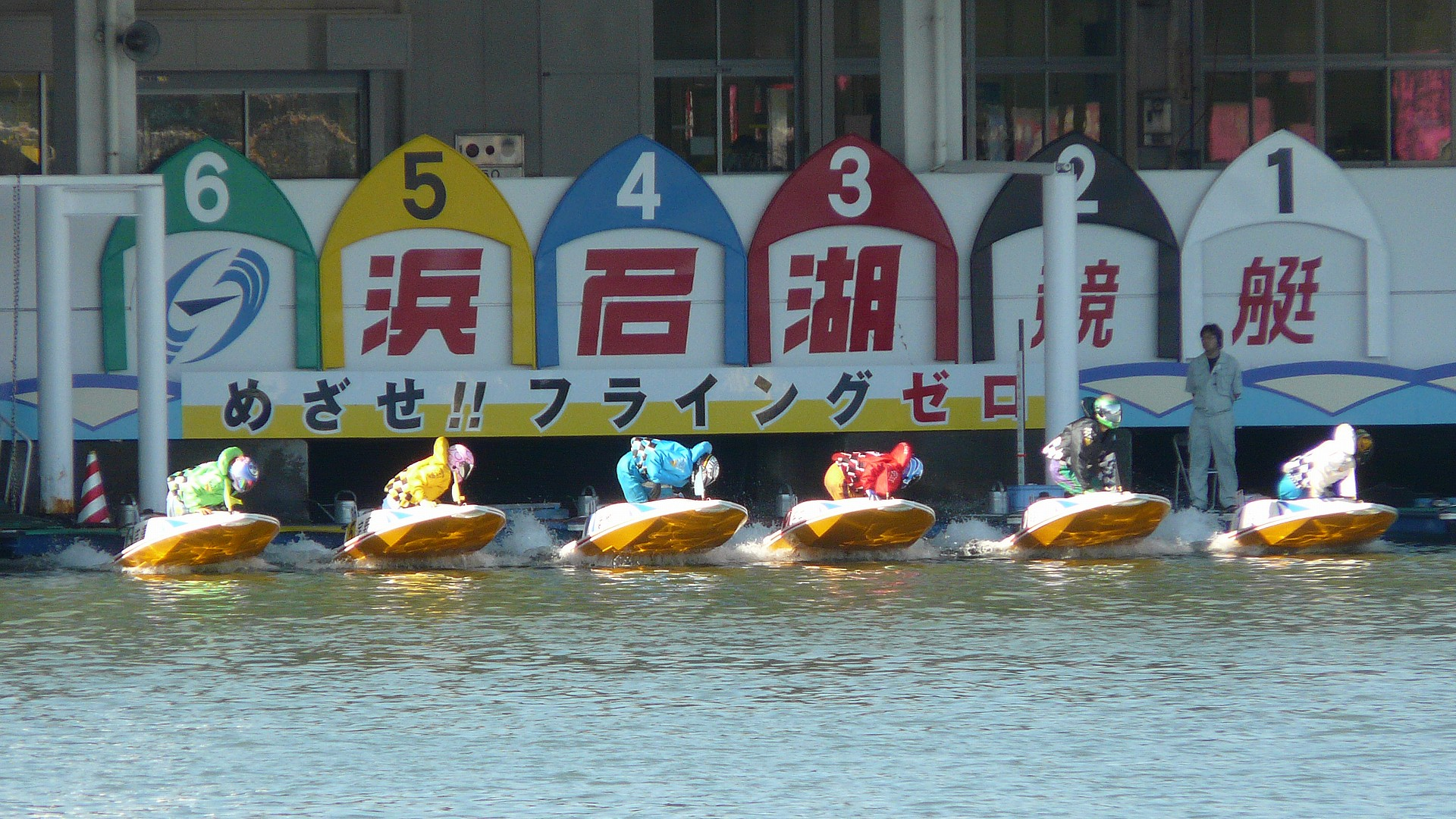
発走ピット
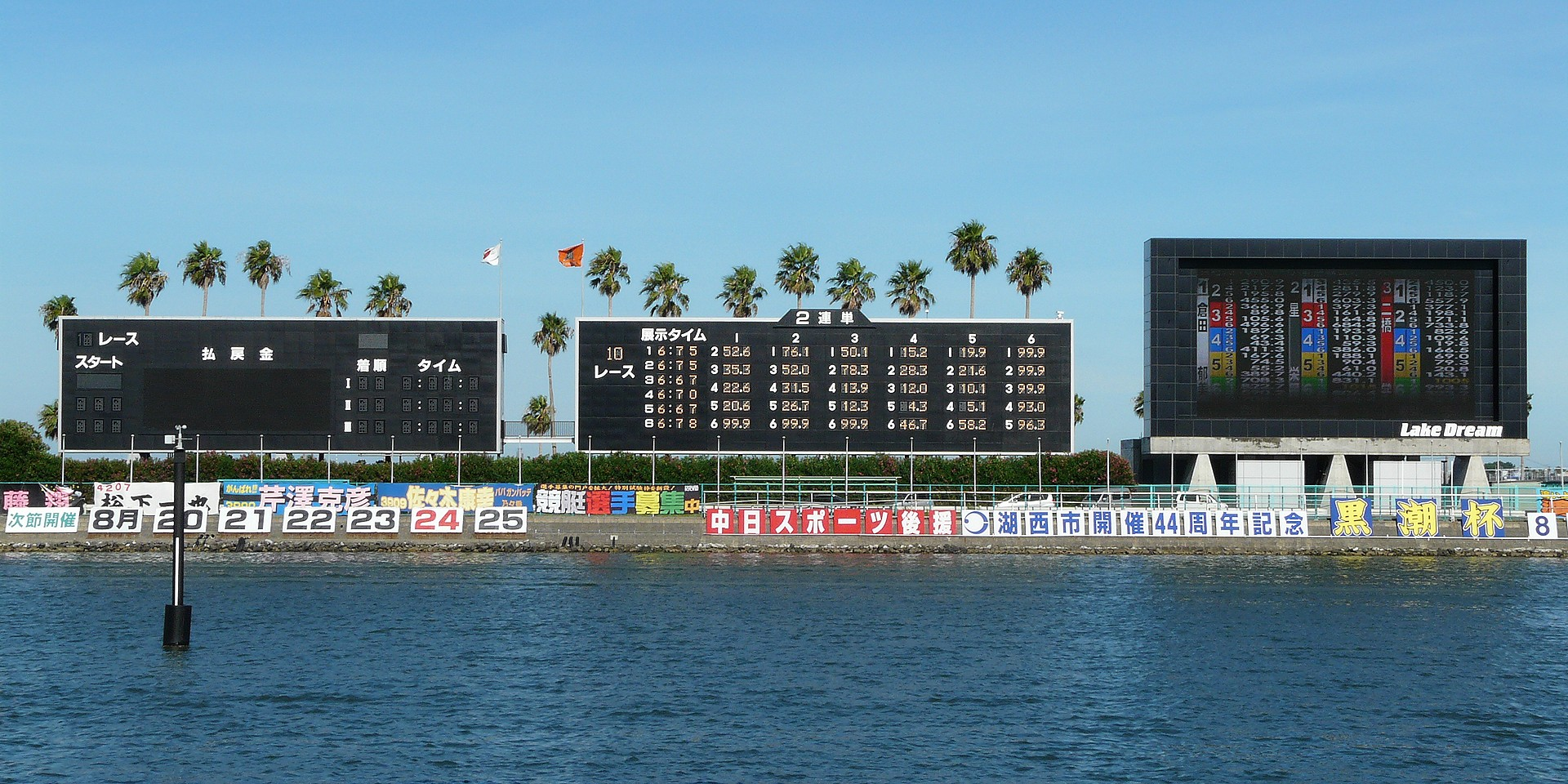
電光掲示板

## 主要開催競走
周年記念 (GI) の名称は浜名湖賞である。
企業杯 (GIII) として、河合楽器スポーツ杯とSUZUKIスピードカップが隔年で行なわれている。
新鋭リーグ戦の名称は若鮎杯。女子リーグ戦の名称はフラワーカップ。正月には静岡放送・静岡新聞社New Year's Cup、ゴールデンウィークには浜松市長杯争奪やらまいかカップ（2008年までは中日新聞東海本社杯）、お盆には黒潮杯が行なわれている。

## SG開催実績
| 年度 | 競走名                                                 | 優勝者   | 登番 | 出身 |
| ---- | ------------------------------------------------------ | -------- | ---- | ---- |
| 1957 | 第4回全日本選手権競走                                  | 中西勉   | 177  | 香川 |
| 1973 | 第8回総理大臣杯競走                                    | 鈴木文雄 | 1493 | 岐阜 |
| 1977 | 第23回モーターボート記念競走                           | 加藤峻二 | 1485 | 埼玉 |
| 1979 | 第14回総理大臣杯競走                                   | 松尾泰宏 | 1203 | 佐賀 |
| 1981 | 第28回全日本選手権競走                                 | 村上一行 | 2073 | 岡山 |
| 1984 | 第11回笹川賞競走                                       | 今村豊   | 2992 | 山口 |
| 1988 | 第34回モーターボート記念競走                           | 松野寛   | 1592 | 静岡 |
| 1992 | 第38回モーターボート記念競走                           | 今村豊   | 2992 | 山口 |
| 1995 | 第22回笹川賞競走                                       | 服部幸男 | 3422 | 静岡 |
| 2000 | 第35回総理大臣杯競走                                   | 矢後剛   | 3347 | 東京 |
| 2001 | 第28回笹川賞競走                                       | 松井繁   | 3415 | 大阪 |
| 2004 | 第14回グランドチャンピオン決定戦競走                   | 原田幸哉 | 3779 | 愛知 |
| 2006 | 第16回グランドチャンピオン決定戦競走                   | 坪井康晴 | 3959 | 静岡 |
| 2007 | 第10回競艇王チャレンジカップ                           | 湯川浩司 | 4044 | 大阪 |
| 2008 | 第11回競艇王チャレンジカップ                           | 坪井康晴 | 3959 | 静岡 |
| 2010 | 第37回笹川賞競走                                       | 岡崎恭裕 | 4296 | 福岡 |
| 2012 | 第39回笹川賞競走                                       | 井口佳典 | 4024 | 三重 |
| 2014 | 第24回グランドチャンピオン                             | 菊地孝平 | 3960 | 静岡 |
| 2015 | 第62回ボートレースダービー（全日本選手権）             | 守田俊介 | 3721 | 京都 |
| 2018 | 第53回ボートレースクラシック（総理大臣杯競走）         | 井口佳典 | 4024 | 三重 |
| 2022 | 第68回ボートレースメモリアル（モーターボート記念競走） | 片岡雅裕 | 4459 | 高知 |

## 主な地元有力選手
- 服部幸男（SG最年少優勝記録保持者）
- 徳増秀樹（2006年最多勝選手、2020年SGグランドチャンピオン優勝）
- 今坂勝広（前・日本最速レコード保持者。現在は滋賀支部の馬場貴也に抜かれている）
- 菊地孝平（2005年SGモーターボート記念競走優勝、史上12人目のSG連覇を成し遂げた）
- 坪井康晴（2005年GI東海地区選手権優勝、2006年SGグランドチャンピオン決定戦競走優勝）
- 横澤剛治（上記2名と併せて同期生82期遠州3羽ガラスと呼ばれている）
- 笠原亮（2005年SG総理大臣杯競走優勝、史上4人目のSG初出場初優勝を成し遂げた）
- 佐々木康幸（2011年SGオーシャンカップ競走優勝）
- 重野哲之（2011年SG東日本復興支援競走（第46回総理大臣杯競走の代替開催）優勝）
- 三浦永理（2012年GI賞金女王決定戦競走優勝）
- 深谷知博（2020年SGボートレースダービー優勝）

## アクセス
無料バスの発着バス停など詳細は、 浜名湖競艇の公式サイトを参照のこと。
- JR東海道線 新居町駅競艇場口から専用通路を徒歩3分。屋根があり、雨に濡れずに入場できる。
- 無料バス（現在はすべて廃止）
  - 西鹿島駅バスのりばから無料バス。（朝1本運行。）
  - 浜松駅バスターミナルから無料バス。（朝1本運行。）
  - 浜松市中央区三方原地区・同天竜区方面からの無料バス。（それぞれ朝1本ずつ運行。）
  - 豊橋駅東口からの無料バスは、2009年3月16日をもって廃止された。
  - 蒲郡競艇非開催日の朝に1本のみ運行されていた、岡崎駅東口、東岡崎駅北口からの無料バスは、2010年3月12日をもって廃止された。
- 東名高速道路三ヶ日インターチェンジもしくは浜松西インターチェンジ下車。
- 国道1号・浜名バイパス新居弁天インターチェンジ下車。